# Біскупиці (гміна Нові Скальмежиці)
Біскупиці (пол. Biskupice) — село в Польщі, у гміні Нові Скальмежиці Островського повіту Великопольського воєводства.
Населення — 167 осіб (2011).

## Демографія
Демографічна структура станом на 31 березня 2011 року:
|          | Загалом | Допрацездатний вік | Працездатний вік | Постпрацездатний вік |
| -------- | ------- | ------------------ | ---------------- | -------------------- |
| Чоловіки | 89      | 21                 | 57               | 11                   |
| Жінки    | 78      | 12                 | 46               | 20                   |
| Разом    | 167     | 33                 | 103              | 31                   |